# Justiniano de Ávila
Justiniano fue un religioso hispanovisigodo, que fue obispo de Ávila. Documentado en el año 610, es el primero del que se tiene constancia y datos desde el siglo IV.
Después de las turbulencias del siglo IV entre los prelados hispanos en época de Prisciliano, considerado un obispo intruso, no hay datos ni nombres de obispos de Ávila entre el año 385 y antes del año 600. Además, pocos años antes de aparecer documentado Justiniano la sede estuvo vacante hasta la celebración del III Concilio de Toledo, convocado por el rey Gundemaro en 610. Justiniano es el obispo que asiste, y firma como Justinianus Ecclesiae Abelensis Episcopus subscripsi; en otros códices aparece como Abilensis, en consonancia a como san Jerónimo nombra a Prisciliano: Abilae Episcopus. En el documento, Justiniano ocupa el penúltimo lugar, y a pesar de que todos los obispos guardaron el orden de antigüedad, Enrique Flórez considera creíble que Justiniano fuera uno de los menos antiguos en su consagración, porque el último de la lista se había consagrado en época del concilio. Murió quizás alrededor de 629, cuando sería consagrado su sucesor Teodoigio.